# Korptjärnen, Medelpad
Korptjärnen är en sjö i Ånge kommun i Medelpad och ingår i Ljungans huvudavrinningsområde. Sjöns area är 0,03 kvadratkilometer och den är belägen 382 meter över havet.